# دمیرجی‌لی (امیرداغ)
دمیرجی‌لی (به ترکی استانبولی: Demircili) یک منطقهٔ مسکونی در ترکیه است که در امیرداغ واقع شده‌است.